# Schneeburggasse
Die Schneeburggasse ist eine 2,5 km lange Straße in den Innsbrucker Stadtteilen Hötting und Hötting West.

## Verlauf
Die Schneeburggasse beginnt am Höttinger Kirchplatz (⊙) und führt am Hang der Nordkette leicht ansteigend nach Westen, vorbei am Großen Gott und geht in Hötting West in den Allerheiligenhofweg über (⊙). Anfangs führt sie durch enge dörfliche Verbauung, später durch  eine erst im 20. Jahrhundert mit Einfamilienhäusern und Villen bebaute Gegend.
Mit rund 2,5 km zählt sie zu den längsten Straßen Innsbrucks. Die höchste vergebene Hausnummer ist 227.

## Geschichte
Die Schneeburggasse war Teil der mittelalterlichen Verbindung von Innsbruck nach Westen ins Oberinntal und zum Seefelder Sattel. Die Straße führte von Innsbruck über die Innbrücke und die Höttinger Gasse und entlang der heutigen Schneeburggasse zu den Allerheiligenhöfen. Erst mit dem Bau der neuen Straße durch Ferdinand II. im 16. Jahrhundert, die durch die Höttinger Au am Talboden verlief (die heutige Kranebitter Allee), verlor sie an Bedeutung. Im späten 19. und 20. Jahrhundert diente sie als Rückgrat der Erweiterung des Höttinger Siedlungsgebietes Richtung Westen.

## Name
Ihren Namen hat die Schneeburggasse von dem an ihr liegenden, bis ins 15. Jahrhundert zurückgehenden Ansitz Lichtenthurn, der im 18./19. Jahrhundert im Besitz der Freiherren von Schneeburg war und Schneeburgschlössl genannt wurde. Um die Mitte des 19. Jahrhunderts wurde sie als Langgasse bezeichnet. Während der nationalsozialistischen Herrschaft von 1938 bis 1945 trug sie den Namen Sylvester-Fink-Straße, nach einem SA-Mann, der bei der Höttinger Saalschlacht 1932 tödlich verletzt wurde.